# Zou Taofen

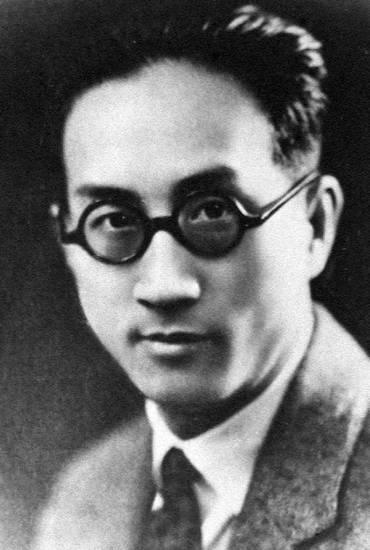
Zou Tāofèn in jungen Jahren

 Zou Taofen  (chinesisch 邹韬奋; geboren 5. November 1895 in der Provinz Fujian (China); gestorben 24. Juli 1944 in Shanghai) war ein chinesischer Journalist, Medien-Unternehmer und politischer Aktivist.

## Leben und Wirken
Zōu Tāofèn führte eigentlich den Vornamen Ēnrùn (恩润). Er machte 1921 seinen Studienabschluss an der St. John’s University in Shanghai im Jahr 1921. 1922 wurde er Redaktionsleiter des von Huang Yanpei (黄 炎培; 1878–1965) und anderen gegründeten Magazins der „China Vocational Education Society“ (中华职业教育社, Zhōnghuá shíyè jiàoyù shè) und begann, sich damit in der Bildungs- und Redaktionsarbeit zu engagieren. 1926 übernahm er den Posten des Chefredakteurs von „Life Weekly“ (生活周刊, Shēnghuo zhōukān), wo er sich mit spitzer Feder für eine gerechte öffentliche Meinung einsetzte. Nach dem Mukden-Zwischenfall vom 18. September 1931 widmete sich Zou der antijapanischen Bewegung in Schanghai. Im Dezember 1935 organisierte er zusammen mit Shěn Jūnrú (沈 钧儒; 1875–1963) und Lì Línxì (厉 麟似; 1896–1970) den Verein zur Rettung des kulturellen Sektors in Schanghai.
Im November 1936 verhaftete die Kuomintang Shěn und Zōu, die die antijapanische Bewegung zur Rettung der kulturellen Identität anführten, wobei es zum „Zwischenfall der Sieben“ (七君子事件, Qī jūnzǐ shìjiàn), auch (抗日七君子, Kàngrì qī jūnzǐ) genannt, kam. Das ganze Land, einschließlich gesellschaftlicher Berühmtheiten wie die Feministinnen Song Qingling (宋 庆龄; 1893–1981) und He Xiangning (何 香凝; 1878–1972), unterstützten den Widerstand. Nach seiner Entlassung aus dem Gefängnis zog Zou nach Chongqing, Hankou und 1941 nach Hongkong, um der Pressezensur zu entgehen und um seine patriotische Rettungsarbeit fortzusetzen. Als Hongkong von den Japanern erobert wurde, floh er in die Provinz Jiangsu, die von den Kommunisten gehalten wurde.
Im Jahr 1943 kehrte Zou heimlich nach Schanghai zurück, um sich wegen Ohrenkrebs behandeln zu lassen, und starb am 24. Juli 1944 im Alter von 48 Jahren im Schanghaier Krankenhaus (上海医院, Shànghăi yīyuàn), dem heutigen Zweiten Volkskrankenhaus von Schanghai (上海市第二人民医院, Shànghăi-shì dì èr rénmín yīyuàn).
Im Jahr 1956 finanzierte die Stadtverwaltung von Shanghai die Restaurierung von Zou Tāofèns ehemaligem Wohnhaus und richtete daneben die Tāofèn-Gedächtnishalle (上海韬奋纪念馆, Shànghăi Tāofèn Jìniànguăn) ein. 2009 wurde Zou Taofen zu einem der 100 Helden und Vorbilder ernannt, die einen herausragenden Beitrag zur Gründung des neuen China geleistet haben.